# Ingegerd Palmér
Alice Ingegerd Palmér, de soltera Hedman, (nacida el 17 de abril de 1946 en la parroquia de Nederkalix) es una matemática y líder académica sueca.
Palmér obtuvo su doctorado en matemáticas en 1974 en la Universidad de Estocolmo con la tesis "La dimensión homológica global de algunas extensiones de anillos". Fue contratada como asistente de investigación en la universidad y más tarde se convirtió en profesora asociada de matemáticas en el Real Instituto de Tecnología.
En 1994, Palmér fue nombrada rectora de la Universidad Técnica de Luleå, donde, tras completar su mandato, su nombramiento fue extendido dos veces por tres años. Poco después de dejar Luleå, el gobierno anunció que había decidido nombrar a Palmér como rectora de la Universidad de Mälardalen, cargo que asumió el 17 de octubre de 2005.
Ingegerd Palmér es miembro de la Real Academia Sueca de Ciencias de la Ingeniería (IVA) y está comprometida con temas de innovación dentro de la Agencia Sueca de Innovación (Vinnova) y la Asociación de Universidades y Colegios de Suecia (SUHF).

## Distinciones
- Real Orden de los Serafines en 2001. [1]